# Edron
Der Edron ist ein rechter Nebenfluss des Serchio, der 8 km nach dem Lago di Vagli dem Serchio zufließt. Er fließt in der Landschaft der Garfagnana, Provinz Lucca, Toskana.

## Verlauf
Der Edron (früher auch Turrite di Vagli) entspringt im östlichen Gebiet der Apuanische Alpen und im westlichen Gemeindegebiet von Vagli Sotto. Er entsteht aus mehreren kleinen Sturzbächen, die sich südlich von Vagli Sopra vereinen. Hauptzufluss ist hier der Fosso Tambura (Eigenlänge 6 km), der vom Berg Monte Sumbra (1764 m) kommend mehrere Bäche aufnimmt und zunächst nach Norden Richtung Vagli Sopra und von da Richtung Osten in den Lago di Vagli führt. Bis hier hin wird das Tal Alta Valle dell’Edron (Oberes Edrontal) genannt. Am Ende des Stausees wechselt der Fluss in das Gemeindegebiet von Careggine, in dem er 3 km verbringt und für den ersten Kilometer die Grenze zum nordöstlichen Gemeindegebiet von Vagli Sotto darstellt. Die weiteren Kilometer verläuft er als nördliche Grenze zu Camporgiano. Bei Isola Roccalberti tritt er vollständig in das Gemeindegebiet von Camporgiano ein (insgesamt 5 km) und fließt nach Nordwesten. Kurz vor Poggio (Ortsteil von Camporgiano) passiert der Edron die in den 1990er Jahren eingestürzte und wiedererrichtete mittelalterliche Brücke Ponte Vecchio sull’Edron. Zwischen Camporgiano und Poggio unterfließt er die sechsbögige (jeweils 25 m pro Bogen) Eisenbahnbrücke der Bahnstrecke Aulla Lunigiana–Lucca (Bild siehe unten) und mündet kurz danach als rechter Nebenfluss in den Serchio.

## Bilder

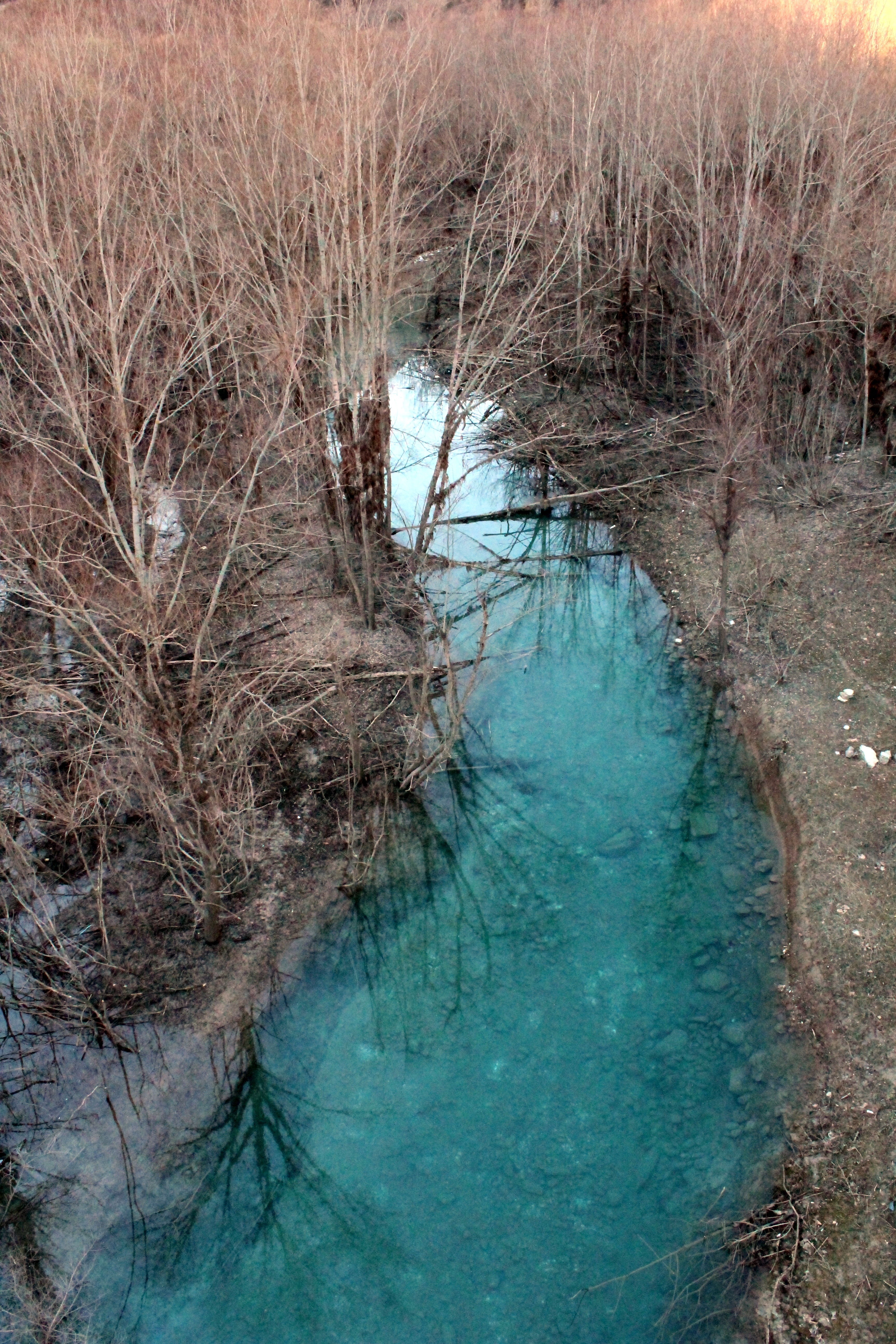
Der Edron (Fosso Tambura) kurz nach dem Alta Valle dell’Edron und kurz vor dem Lago di Vagli
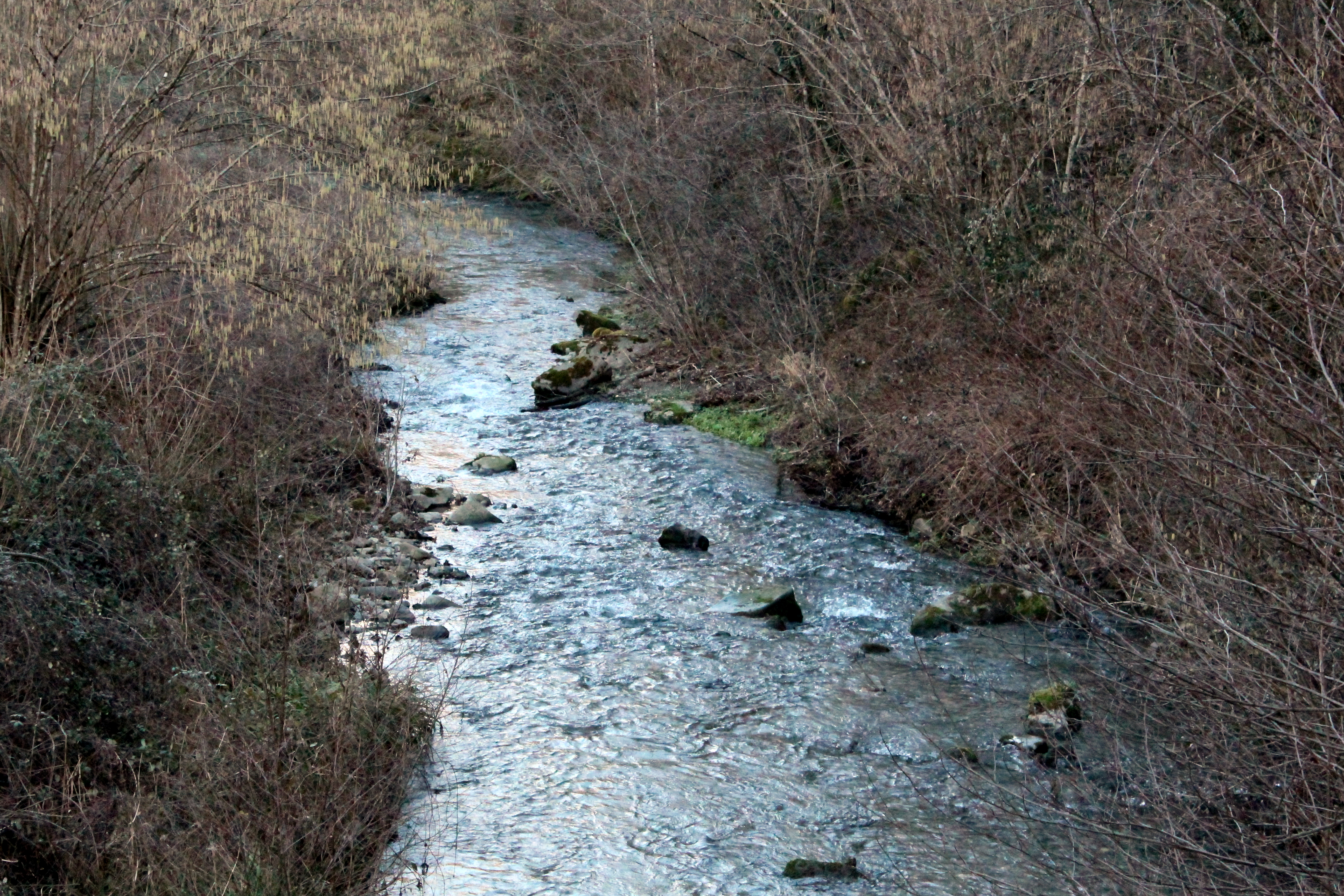
Der Edron bei Isola Roccalberti im südwestlichen Gemeindegebiet von Camporgiano (Richtung Osten und dem Serchio zu)
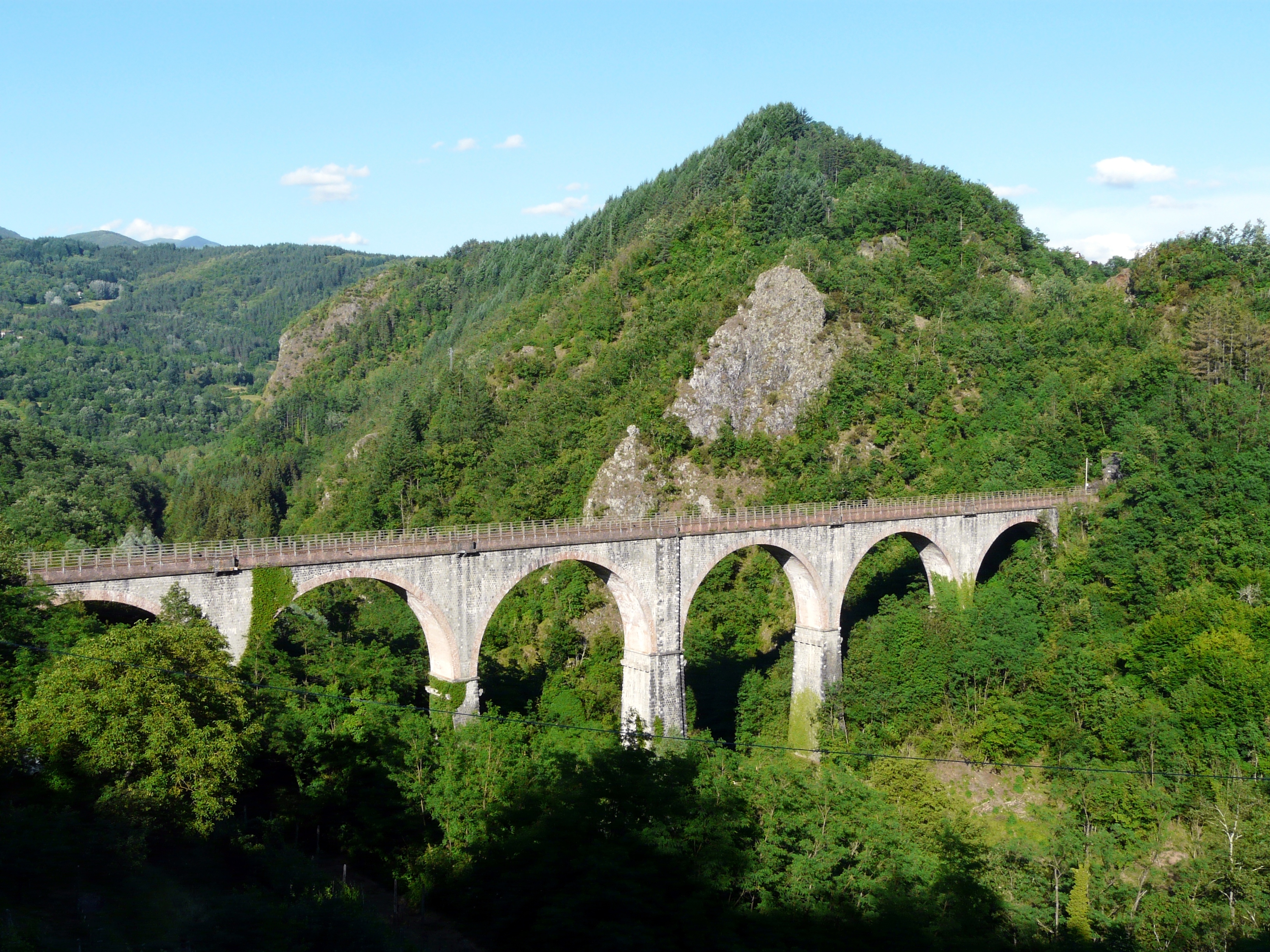
Die Eisenbahnbrücke der Bahnstrecke Aulla Lunigiana–Lucca nahe der Mündung des Edron in den Serchio.